# موسسه کینگ سجونگ
مؤسسه کینگ سجونگ (King Sejong Institute)(کره‌ای: 세종학당; لاتین‌نویسی اصلاح‌شده: Sejong Hakdang) نام تجاری موسسات آموزش زبان کره‌ای است که توسط دولت کره جنوبی در سراسر جهان از سال ۲۰۰۷ تأسیس شده‌است.
نام این موسسه به سجونگ بزرگ، مخترع الفبای کره ای اشاره دارد. تا ژوئن ۲۰۲۱، ۲۳۴ مؤسسه King Sejong در ۸۲ کشور وجود داشت.

## زمینه

### آموزش زبان کره ای اولیه
هانگول، الفبای کره ای، شکل نوشتاری زبان رسمی کره ای است و از زمان ایجاد آن در سال ۱۴۴۶ توسط سجونگ بزرگ از سلسله چوسون، توسط کره ای‌ها استفاده شده‌است.
اکثر مؤسسات آموزش زبان کره ای در خارج از کره، نسل دوم یا سوم مهاجران کره ای را هدف قرار دادند، در حالی که زبان آموزان کره ای در کره جنوبی عمدتاً دانشجویان خارجی، کارگران مهاجر یا همسران کره ای‌ها بودند.

### افزایش تعداد زبان آموزان کره ای
در بیست سال اخیر به دلیل جهانی شدن ارتباطات، اجتماعی، فرهنگی، اقتصادی و هنری و … (انقلاب اینترنت و شبکه‌های اجتماعی) علاقه و تقاضا برای آموزش زبان کره ای افزایش یافته‌است. علاقه بین‌المللی به فرهنگ کره‌ای مانند نمایش‌ها و موسیقی به‌ویژه در آسیا چشم گیر بوده و منجر به آنچه «موج کره‌ای» نامیده می‌شود، شده‌است. این امر با افزایش دانشجویان خارجی در حال تحصیل در کره همراه بوده‌است. از نظر جمعیتی نیز افزایش ازدواج بین کره ای‌ها و خارجی‌ها وجود داشته‌است.
با افزایش همکاری و تجارت بین‌المللی، دولت کره جنوبی در تلاش است تا نام مکان‌ها، افراد و سایر اسامی خاص در هانگول را استاندارد کند. همچنین، نیاز به لغت نامه‌های کره ای به روزتر وجود داشت، زیرا اکثر آنها در دهه ۱۹۹۰ تألیف و تنظیم شده بودند.

### تأسیس «سجونگ کدانگ»
با چنین تقاضایی، دولت کره جنوبی مفهوم "Sejonghakdang" را به منظور ارائه اطلاعات و خدمات یکپارچه و استاندارد برای یادگیری زبان کره ای و همچنین هماهنگی و گسترش موسساتی که مردم می‌توانند آن را یاد بگیرند یا آموزش دهند، ایجاد کرد.
Sejonghakdang بنیادی رو به گسترش است در مرکز تمام مؤسسات آموزش زبان کره ای.
دولت کره جنوبی اخیراً صفحه اصلی خود را با نام Sejonghakdang.org به زبان‌های کره ای و انگلیسی راه اندازی نموده‌است. پس از تصویب قانون و تعیین چارچوب زبان ملی کره در سال ۲۰۱۱، بنیاد موسسه کینگ سجونگ (KSIF) در سال بعد به عنوان یک سازمان مرکزی مسئول اداره موسسات آموزشی زبان تأسیس شد. سونگ هیانگ کیون به عنوان اولین رئیس KSIF از اکتبر ۲۰۱۲ تا ژوئیه ۲۰۱۸ و Kang Hyounghwa دومین رئیس آن از سپتامبر ۲۰۱۸ خدمت کرد.

## لوگو
Sejonghakdang نماد خود را همان‌طور که نشان داده شده‌است نشان می‌دهد. شکل <ㅎ> نماد هانگول و شکل روی شانه چپ ㅎ به معنی نام و حرف اول هر شهری است که موسسه در آن واقع شده‌است. مثال در اینجا Sejonghakdang در سئول (هانگول: 서울) است که دارای "ㅅ" در شانه چپ است که نشان دهنده اولین حرف هانگول "서울" است.

## فعالیت‌ها

### ادغام و گسترش موسسات هانگول
دولت کره جنوبی موسسات زبان کره ای را که با نام‌های مختلف نامیده می‌شوند در یک برند "Sejonghakdang" ادغام کرد. برای یک استراتژی کوتاه مدت، دولت باید تشویق به استفاده از نام "سجونگ کدانگ" و کتب درسی و دوره استاندارد شود و در عین حال استراتژی بلندمدت را برای اداره تمامی موسسات زبان به صورت یکپارچه بررسی کند.
۱۴۴ موسسه تا سال ۲۰۱۶ تأسیس شده‌است. ۹ مؤسسه دیگر در کشورهایی مانند لتونی، میانمار، بحرین به تازگی تأسیس شده‌است. در سال ۲۰۱۸، یک موسسه جدید در ایالات متحده در ایروین، کالیفرنیا اضافه شد. دفتر مرکزی "Sejonghakdang" در سال ۲۰۱۲ برای حمایت سازمان یافته از تمامی مؤسسات در سراسر جهان تأسیس شد. هدف دفتر مرکزی این است که نقطه کانونی باشد تا مؤسسات را در سراسر جهان با هم هماهنگ کند.

### نوری-سجونگ کدانگ
Nuri-Sejonghakdang یک وب سایت است که یک سیستم آموزشی از راه دور و خدمات اطلاعات یکپارچه مربوط به مطالعه زبان کره ای را برای زبان آموزان و معلمان هانگول ارائه می‌دهد. این یک وب سایت مطالعاتی کره ای است که به‌طور مشترک توسط وزارتخانه‌های مختلف در دولت کره جنوبی ساخته شده‌است، از جمله وزارت فرهنگ، ورزش و گردشگری، وزارت آموزش، علوم و فناوری، وزارت امور خارجه و تجارت، وزارت بهداشت و رفاه، وزارت بهداشت. عدالت، و مؤسسه ملی زبان کره ای، مؤسسه ملی آموزش بین‌المللی، بنیاد کره ای‌های خارج از کشور و بنیاد بین‌المللی زبان کره ای با شورای مدیریت در برندسازی ملی به عنوان مشارکت کننده اصلی.
نوری سجونگ کدانگ از سال ۲۰۰۹ تا ۲۰۱۱ یک برنامه سه مرحله ای را به شرح زیر دنبال کرد.
|              | ادغام (۲۰۰۹)                                                                           | گسترش (۲۰۱۰) | گسترش (۲۰۱۱) |
| ------------ | -------------------------------------------------------------------------------------- | --- | --- |
| سیستم        | - وب سایت یکپارچه آموزش - سیستم مطالعه - سیستم تربیت معلم - سیستم مدیریت یادگیری تلفنی | - سیستم تشخیص مهارت - نرم‌افزار ابزار پشتیبانی مطالعه - سیستم پشتیبانی صلاحیت معلم                                                                                          | - سیستم پشتیبانی اداری مدرسه توسط موسسات سجونگ کدانگ - سیستم تولید/اشتراک گذاری محتوای ایجاد شده توسط کاربر برای زبان آموزان کره ای - پلت فرم خدمات توسط رسانه خدمات (IPTV، دستگاه‌های تلفن همراه، و غیره).) |
| فهرست        | - جمع‌آوری و بارگذاری مطالب آموزشی زبان کره ای                                          | - سوالاتی برای تشخیص / صلاحیت / آزمون زبان کره ای ایجاد کنید - یک دوره آموزشی تربیت معلم زبان کره ای ایجاد کنید - محتوای آموزشی را بر اساس سطح زبان/زبان کره ای توسعه دهید | - محتوای آموزشی زبان کره ای تبدیل شده را توسط رسانه‌های خدماتی (IPTV، دستگاه‌های تلفن همراه و غیره) ایجاد کنید)                                                                                               |
| محیط عملیاتی | - ایجاد محیط عملیاتی برای سیستم یکپارچه آموزش زبان کره ای                              | - ساخت محیط مرکز مشاوره تلفنی - نیروی انسانی عملیاتی/مشاور ایمن - معلمان ایمن / راه اندازی برای یادگیری تلفنی زبان کره ای                                                  | - معلمان خدمات تلفنی زبان کره ای ایمن - ایجاد محیط عملیاتی توسط رسانه‌های خدماتی (IPTV، دستگاه‌های تلفن همراه و غیره).)                                                                                       |

Nuri-Sejonghakdang خدمات خود را به موسسات زبان کره ای در سراسر جهان، خارجی‌هایی که مایل به یادگیری زبان کره ای هستند و معلمان همچنین معلمان آینده زبان کره ای ارائه می‌دهد. و همچنان در حال جمع‌آوری و توسعه محتویات خود برای گسترش دوره‌های تحصیلی آنلاین و ساختن نسخه‌های چند زبانه وب سایت برای کاربران در سراسر جهان است. نسخه چند زبانه تکمیل شده‌است.

## مکان‌ها
تا ژوئن ۲۰۲۱، ۲۳۴ موسسه در ۸۲ کشور در سراسر جهان تأسیس نموده‌است.

### آسیا
- عربستان سعودی ۱ (ریاض
- آذربایجان ۲ (باکو و خردالان)
- ارمنستان ۱ (ایروان)
- بحرین ۱ (منامه)
- کامبوج ۲ (Poipet و سیم ریپ)
- چین ۱۹ (پکن، چنگدو، دالیان، هانگژو، هاربین، هنگ کنگ، کونمینگ، لینی، چینگدائو، کیکیهار، شانگهای، شیجیاژوانگ، ونژو، ووهان، شیان، یانبیان، یانچنگ) و یانتا
- هند ۸ (باراسات، بنگالورو، چنای ۱، ایمفال، دهلی نو، پاتنا و چنای ۲
- اندونزی ۷ (باندونگ، جاکارتا، سورابایا، تانگرنگ و یوگیاکارتا)
- ایران ۲ (اصفهان و تهران)
- ژاپن ۱۶ (چیبا، فوکوئوکا، هیروشیما، کاناگاوا، کوبه، کیوتو، اوکایاما، اوزاکا، ناگانو، نارا، سایتاما، ساپورو، سندای، شیمونوسکی و توکیو)
- اردن ۱ (امان)
- قزاقستان ۳ (آلماتی، آستانه و شیمکنت)
- قرقیزستان ۵ (بیشکک، اوش و سوکولوک)
- لائوس ۲ (فونساوان و وینتین)
- مالزی ۳ (بانگی، کوالالامپور و ملاکا)
- مغولستان ۴ (دارخان و اولان باتور)
- میانمار ۱ (یانگون)
- نپال ۱ (کاتماندو)
- پاکستان ۱ (اسلام‌آباد)
- فلسطین ۱ (رام‌الله)
- فیلیپین ۶ (Balanga، کاینتا، سبو سیتی، ایلویلو سیتی، سن خوان و تاگویگ)
- گرجستان ۱ (تفلیس)
- سریلانکا ۲ (کلمبو و کندی)
- تایوان ۳ (کاوشیونگ، تاینان و تایپه)
- تاجیکستان ۱ (دوشنبه)
- تایلند ۵ (بانکوک، چیانگ مای و ماها ساراخام)
- ترکمنستان ۱ (عشق آباد)
- امارات ۲ (ابوظبی، عجمان و دبی)
- ازبکستان ۷ (دناو، فرغانه، نمنگان، سمرقند و تاشکند)
- ویتنام ۲۲ (Biên Hòa، Binh Duong، Cần Thơ، Da Lat، Da Nang، Haiphong، هانوی، شهر هوشی مین، Huế، Hưng Yên، Quy Nhơn، Thái Nguyên و Trà Vinh)

### آفریقا
- الجزایر ۱ (الجزایر)
- بوتسوانا ۱ (گابورون)
- مصر ۱ (قاهره)
- اسواتینی ۱ (امباپه)
- اتیوپی ۱ (آدیس آبابا)
- ساحل عاج ۱ (ابیجان)
- کنیا ۱ نایروبی)
- ماداگاسکار ۱ (آنتاناناریوو)
- مراکش ۱ (رباط)
- نیجریه ۱ (ابوجا)
- تانزانیا ۱ (دارالسلام)
- اوگاندا ۱ (کومی)

### قاره آمریکا
- آرژانتین ۱ (بوئنوس آیرس)
- برزیل ۵ (برازیلیا، کامپیناس، سائولئوپولدو و سائوپائولو)
- بولیوی ۱ (لاپاز)
- Canada 3 (مونترال، اتاوا و واترلو)
- شیلی ۱ (سانتیاگو)
- کلمبیا ۱ (بوگوتا)
- کاستاریکا ۱ (سن خوزه)
- اکوادور ۲ (گوایاکیل و کیتو)
- السالوادور ۱ (سن سالوادور)
- گواتمالا ۱ (گواتمالا سیتی)
- هائیتی ۱ (کاراکول)
- مکزیک ۱ (مکزیکوسیتی)
- پاراگوئه ۱ (آسونسیون)
- ایالات متحده ۱۳ (آبرن، بلومینگتون، شیکاگو، هیوستون، آیووا سیتی، اروین، لس آنجلس، سن آنتونیو، سانفرانسیسکو، آپلند و واشینگتن، دی سی)
- اروگوئه ۱ (مونته ویدئو)

### اروپا
- بلاروس ۱ (مینسک)
- بلژیک ۲ (بروکسل)
- بلغارستان ۱ (صوفیه)
- کرواسی ۱ (زاگرب)
- جمهوری چک ۱ (اولوموچ)
- دانمارک ۱ (کپنهاگ)
- استونی ۱ (تالین)
- فرانسه ۳ (لاروشل، پاریس و کویمپر)
- آلمان ۲ (برلین و توبینگن)
- مجارستان ۳ (بوداپست و دبرسن)
- ایتالیا ۱ (رم)
- لتونی ۱ (ریگا)
- لیتوانی ۲ (کاوناس و ویلنیوس)
- لهستان ۲ (پوزنان و ورشو)
- پرتغال ۱ (لیسبون)
- رومانی ۱ (بخارست)
- روسیه ۱۱ (آستاراخان، خاباروفسک، مسکو، روستوف-آن-دون، سن پترزبورگ، اولان-اوده، ولادی وستوک، یاکوتسک و یوزنو-ساخالینسک)
- صربستان ۱ (نووی ساد)
- اسلواکی ۱ (براتیسلاوا)
- اسلوونی ۱ (لیوبلیانا)
- اسپانیا ۳ (بارسلونا، لاس پالماس و مادرید)
- سوئد ۱ (گوتنبرگ)
- ترکیه ۵ (آنکارا، بورسا، استانبول و ازمیر)
- اوکراین ۱ (دنیپرو)
- بریتانیا ۵ (لندن، پرستون و استافوردشایر)

### اقیانوسیه
- استرالیا ۳ (آدلاید و سیدنی)
- نیوزلند ۱ (اوکلند)